# Age of Empires: The Rise of Rome
Age of Empires: The Rise of Rome (talvolta abbreviato in RoR) è l'espansione del videogioco strategico in tempo reale di ambientazione storica Age of Empires, pubblicata nel 1998 dalla Microsoft per Windows. Con l'espansione The Rise of Rome sono state introdotte numerose nuove caratteristiche, fra le quali quattro nuove civiltà, cinque nuove unità, quattro tecnologie e le quattro campagne che coprono il periodo dalla nascita della potenza di Roma agli splendori dell'età imperiale.

## Modifiche introdotte
- Code di unità: in Age of Empires: The Rise of Rome è possibile creare code per la produzione delle unità. Non è tuttavia possibile utilizzare questa funzionalità per lo sviluppo delle tecnologie, né creare in coda unità di diverso tipo. Questa innovazione permette una migliore giocabilità: grazie a questa caratteristica il giocatore può programmare il da farsi e migliorare le prestazioni delle proprie capacità di gioco.
- La tecnologia Balistica consente di utilizzare le catapulte leggere, le catapulte e le catapulte pesanti con maggiore precisione, poiché permette di calcolare la futura posizione del nemico in base alla sua velocità di spostamento. Vengono colpite tutte le unità a velocità bassa e alcune di quelle a velocità media, mentre tutte le unità a velocità alta vengono mancate.
- È stata abolita la sanzione agricola prevista per la civiltà persiana.
- Alcune mappe casuali presentano scogliere.
- All'inizio di una partita con alleati vengono visualizzati i centri città alleati.
- Per visualizzare l'indicatore della popolazione e il timer nella parte superiore della schermata è sufficiente premere F11.
- Il tasto di scelta rapida per costruire un guerriero con spada è ora Z.
- Il tasto di scelta rapida per costruire un esploratore è ora T.
- Se si seleziona l'opzione Diagramma della tecnologia completo prima di iniziare la partita, tutti i giocatori avranno a disposizione tutte le tecnologie, indipendentemente dalla civiltà scelta.
- In partite a più giocatori è ora disponibile un'opzione che aggiunge tra le impostazioni di gioco la possibilità di modificare il limite della popolazione.
- In una partita a più giocatori alleati i messaggi sono automaticamente impostati a Solo alleati.

## Nuove caratteristiche

### Nuove unità
- Elefante con Corazza

Età: Ferro

Prerequisito: Scudo di ferro

Addestramento: Scuderia

Costo del potenziamento: 1.000 unità di cibo, 1.200 unità d'oro

Speciale: maggiore abilità di assedio; corazza contro armi da lancio, balista, helepolis: +1; danno da schiacciamento per le unità nemiche vicine; potenza d'attacco non modificabile.
L'elefante con corazza rappresenta un potenziamento dell'elefante da guerra e dispone di maggiore abilità di assedio, maggiore forza d'attacco, corazza e corazza per armi da lancio.
- Guerriero su Cammello

Età: Bronzo

Addestramento: Scuderia

Speciale: Bonus d'attacco contro la cavalleria leggera e pesante, arcieri a cavallo e bighe.
- Galea d'Attacco

Età: Ferro

Prerequisito: Galea da guerra

Addestramento: Porto

Speciale: Le imbarcazioni presentano una resistenza alla conversione doppia rispetto alle altre unità.
- Carro Falcato

Età: Ferro

Prerequisito: Nobiltà, Ruota

Addestramento: Scuderia

Costo del potenziamento: 1.200 unità di legname, 800 unità di oro

Speciale: Forte resistenza alla conversione; potenza d'attacco contro i sacerdoti: doppia. Le ruote falcate danneggiano le unità nemiche vicine.
Il carro falcato è un potenziamento della biga. Presenta una resistenza ai colpi, una forza d'attacco e un livello di protezione superiori.
- Fromboliere

Età: Utensili

Addestramento: Baracche

Speciale: Potenza d'attacco contro gli arcieri: +2; corazza contro le armi da lancio, balista helepolis:+2; maggiore potenza d'attacco contro mura e torri.

### Nuove Tecnologie
- Logistica

Età: Bronzo

Edificio: Sede del governo

Vantaggio: Le unità addestrate nelle baracche valgono come metà unità nel calcolo complessivo della popolazione, pertanto grazie all'addestramento di queste unità è possibile superare il limite predefinito della popolazione. Se ad esempio il limite della popolazione è 50 e si costruiscono 20 unità normali, è possibile addestrare 60 unità nelle baracche, per un totale di 80 unità, senza superare il limite consentito.
- Martirio

Età: Ferro

Edificio: Tempio

Vantaggio: Consente di convertire istantaneamente un'unità del nemico mediante il sacrificio di un sacerdote. Il martirio non può essere utilizzato per convertire un sacerdote nemico.
- Medicina

Età: Ferro

Edificio: Tempio

Vantaggio: Aumenta la velocità di guarigione del sacerdote.
- Scudo a Torre

Età: Ferro

Edificio: Magazzino interrato

Vantaggio: Corazza per fanteria contro balista, helepolis e
armi da lancio: +1.

### Nuove civiltà
- Civiltà Romana
  - Costruzioni (tranne torri, mura e meraviglie), costo: -15%.
  - Torri, costo: -50%.
  - Guerrieri con spada, potenza d'attacco: +33%.

- Civiltà Cartaginese
  - Trasporti, velocità: +30%.
  - Galea d'attacco, potenza d'attacco: +25%.
  - Unità addestrate alla scuola militare e tutti gli elefanti, resistenza ai colpi: +25%.

- Civiltà Macedone
  - Unità addestrate alla scuola militare, corazza contro da armi da lancio: +2.
  - Unità da mischia: campo visivo +2.
  - Unità del laboratorio da assedio, costo: -50%.
  - Unità, resistenza alla conversione: quadrupla.

- Civiltà Palmira
  - Esenzione da tributi.
  - Viaggio commerciale, oro: doppio.
  - Abitanti del villaggio, costo: +50%; dispongono di corazza; lavoro, velocità: +20%
  - Guerrieri su cammello, velocità: +25%.

### Nuove campagne
L'espansione presenta quattro nuove campagne singolo giocatore, ma con alcune differenze rispetto a quelle del gioco base; tre campagne sono cronologicamente riferite alla storia di Roma, mentre la quarta è atipica e non segue l'ascesa di una civiltà, ma permette di utilizzare tutte e quattro le nuove civiltà.
- L'Ascesa di Roma

Si comanda l'esercito romano durante le guerre della Repubblica: guerre sannitiche, guerre pirriche, guerre puniche e guerre mitridatiche.
- L'Avvento di Cesare

Giulio Cesare guida i romani dalle iniziali vittorie contro i pirati, attraverso la conquista della Gallia fino alla Guerra civile romana del 49 a.C. contro Pompeo Magno.
- Pax Romana

Attraversa il periodo imperiale con la fine della Guerra civile tra Ottaviano e Marco Antonio, l'anno dei quattro imperatori e le lotte contro gli invasori dell'Impero come i Sasanidi, la città di Palmira e, infine, gli Unni.
- I Nemici di Roma

Ogni capitolo ricrea una battaglia che vede fronteggiarsi Roma e i suoi grandi nemici: la traversata delle Alpi di Annibale, la Terza guerra macedonica, la rivolta di Spartaco e la guerra di Odenato contro i Sasanidi. La particolarità di questa campagna è che in alcuni scenari il giocatore combatte contro Roma: ad esempio, nello scenario della traversata delle Alpi si controllano i cartaginesi e i romani sono il nemico.

## Modifiche
Tramite la patch non ufficiale scaricabile in certi forum, è possibile scaricare ed eseguire più velocemente e semplicemente le varie mod del gioco, tra cui:
- The 5th Legacy: Aggiunge 7 nuove civiltà (Atlantidei, Axumiti, Gallici, Israeliti Parti, Sciti e Troiani), aumenta il limite della popolazione a 75 (che comunque si può variare soltanto modificando i file di gioco) e rimasterizza la soundtrack del gioco.
- Lost Empires: Attualmente nella versione 1.4.1, la mod include 4 nuove civiltà (Atlantidei, Celti, Etruschi e Maurya dell'India), oltre che a nuove unità (tra cui il lanciafiamme, unità d'assedio ravvicinata) e tecnologie. Il progetto finale include oltre 20 nuove civiltà, tra cui Unni e Maya.
- Rise of the Empires: Attualmente alla versione 1.1, questa mod include 7 nuove civiltà (Iberici, Slavi, Etruschi, Illirici, Zhou, Berberi e Traci), aumenta il limite di popolazione a 200 e aggiunge un nuovo scenario: la Battaglia del fiume Allia (questo scenario permette di giocare nei panni dei Senoni, che devono o distruggere i romani o rubare un artefatto dal nemico e portarlo all'area stabilita, o dei Romani, che devono invece fermare i Senoni e mantenere in vita il loro eroe).

Esiste inoltre una mod che include le unità uniche, e un'altra che include le meraviglie uniche per ogni civiltà.